# Canal de la Creueta
La Canal de la Creueta és una canal del terme municipal de Conca de Dalt, a l'antic terme d'Hortoneda de la Conca, al Pallars Jussà, en territori que havia estat de l'antiga caseria dels Masos de la Coma.
Està situada al vessant sud de la Serra de Boumort, a l'extrem oriental del terme, prop del límit amb els termes de Cabó, de l'Alt Urgell i d'Abella de la Conca, del Pallars Jussà. És a prop i al sud-est del Cap de Boumort, a migdia del Coll de la Creueta de Boumort i al nord-oest de la Creueta.